# Annah, a jávai
Az Annah a jávai (Annah la Javanaise) Paul Gauguin képe, amelyet 1894-ben, abban a rövid időszakban festett, amelyet két tahitii útja között Franciaországban töltött. A festmény egy magánkollekció része.
Gauguin szegényen, betegen tért vissza Párizsba 1893 augusztusába, és a Vercingétorix utca 6.-ban bérelt műtermet. A stúdió falait élénk sárgára festette, Tahitiről hozott tárgyakkal, saját és barátai, Paul Cezanne és Vincent van Gogh képeivel díszítette. A kép címében jávainak nevezett 13 éves, valójában szingaléz lánnyal a városban találkozott.
Gauguin a képnek tahitii nyelven alcímet adottː Aita parari te tamari vahine Judith. Ez szabad fordításban a következőt jelentiː A gyerekasszony Judith még szűzen. Az alcímben szereplő keresztnév a lépcsőházban lakó 13 éves lányra, a svéd szülőktől származó Judith Gérard-ra utal, akinek nevelőapjával, William Molard zeneszerzővel baráti viszonyban volt a festő, meg is festette őt egy kétoldalú képen.
Az alcímben szereplő szexuális természetű utalás, valamint Paul Gauguin előélete, vagyis az, hogy Tahitin 13-14 éves lányok voltak a szeretői, felveti annak lehetőségét, hogy volt valamilyen intim kapcsolat a festő és a lány között, de bizonyítékok híjában, erről csak feltételezések vannak. A Gauguin párizsi éveiről készült 1986-os svéd fikciós film, az Oviri szerint a lány közeledése ellenére Paul Gauguin az önmegtartóztatás mellett döntött, míg szingaléz modelljével viszonyt folytatott.